# アルフレート・シュレム
アルフレート・シュレム（Alfred Schlemm、1894年12月8日 - 1986年1月24日）は、ドイツの陸軍軍人、空軍軍人。ドイツ国防軍空軍降下猟兵大将。

## 生い立ちと初期の軍歴
シュレムはシュヴァルツブルク＝ルードルシュタットのルードルシュタットで生まれた。1913年3月8日に第56野戦砲兵連隊（2. Posensches Feld-Artillerie-Regiment Nr.56）の士官候補生（Fahnenjunker）としてドイツ帝国陸軍に入隊し、1913年10月に1時的にダンツィヒ軍学校に移籍した。シュレムは第1次世界大戦が始まる前に元の連隊に戻り、様々な職種（小隊指揮官、伝令将校、砲兵中隊指揮官、連隊副官）を経験しながら1919年9月までそこで過ごした。
戦間期間にシュレムは幕僚、訓練、連隊のポストなどの種々の職種に就き、1937年10月に航空省に配属された。1938年2月に陸軍から空軍に転籍し、ドイツ空軍参謀本部の大佐に任命された。1938年6月には西部防空空域の幕僚長になった。

## 軍歴
シュレムは1939年10月にルートヴィッヒ・ヴォルフ（Ludwig Wolff）中将の下で第XI航空管区（空域）の幕僚長になり、1940年12月にクルト・シュトゥデント将軍指揮下の第XI航空軍の幕僚長に任命された。第XI航空軍はドイツ軍のパラシュート部隊と航空強襲部隊の本部スタッフであり、1941年5月20日にクレタ島への空挺攻撃のメルクール作戦に投入された。少なくとも6,000名の降下猟兵が失われ、クレタ島占領で有効に機能した空挺攻撃はこれを最後に以後ドイツ軍は大規模な空挺作戦を行わなかった。

### 東部戦線
1942年2月からシュレムは第XIII航空軍（ヴォルフラム・フォン・リヒトホーフェン上級大将）の総司令部に配属され、そこでLuftwaffen-Gefechtsverbande ("Battle Formation")の指揮官になった。
シュレムはゴットハルト・ハインリツィ将軍の第4軍（4th Army）隷下の第XXXX戦車軍団とLVI戦車軍団を割り当てられた。1942年6月からシュレムは第1航空軍（航空部隊）の指揮官となり（Dugino）に基地を置き様々な空軍の航空部隊とその地上支援部隊を指揮した。
1942年10月にシュレムは東部戦線 （後にイタリアへ転戦）で第II空軍野戦軍団を指揮官する将軍となった。中央軍の第3戦車軍隷下のシュレムの軍団は4つの空軍野戦師団で構成されておりネベル（Nevel）の南からヴィチェプスク東のダウガヴァ川までを担当していた。1943年2月と3月に第II空軍野戦軍団は、ヴィチェプスク北東の（Surazh Rayon）地区に横行するパルチザンを掃討する電光作戦（Operation Kugelblitz）に参加した。1943年10月6日にシュレムの軍団の1部はロシア軍の大部隊の攻撃で崩壊し、その結果ドイツ軍の戦線は10マイルに渡り穴があき、ネベルを奪われた。第II空軍野戦軍団全部がゴロドク（Gorodok）の西の新しい配備位置に撤退した。

### イタリア
1943年11月の戦線からの撤退でシュレムの4個師団は第LIIIと第IX軍団に移管されてイタリアへ転戦した。1944年1月1日にシュレムの本部スタッフは第I降下猟兵軍団に配置換えとなり、それに伴いシュレムはローマ地区の24,000名以上の予備兵力を指揮することとなった。彼らはローマを発ち当初グスタフ・ラインのボルステルかヴィンター・ライン（Winter Line）のガリリャーノ川沿いに向かったが、間もなくシュレムの軍団はアンツィオの連合国軍の橋頭堡に対抗するために急いで展開した。シュレムは、第14軍の最高司令官エーベルハルト・フォン・マッケンゼン上級大将に正式に指揮権を引き継ぐまでの3日の間見事にドイツ軍防衛部隊を率いた。第I降下猟兵軍団はその後3ヶ月間アンツィオで戦った。シュレムは国防軍の正式発表で表彰され、彼の功労に対し騎士鉄十字章が授与された。
グスタフ・ラインがカッシーノで破られ、アンツィオの橋頭堡が崩れた後、シュレムの第I降下猟兵軍団は他のドイツ軍部隊と共に中央イタリアまで撤退した。1944年8月には第I降下猟兵軍団はアルノ川に駐留し、アペニン山脈北部のゴシック・ライン（Gothic Line）の防衛拠点についた。シュレムは第I降下猟兵軍団の指揮権をリヒャルト・ハイドリヒ少将に譲った。

### ライヒスヴァルト
シュレムは第III降下猟兵軍団の指揮官となったが、この編成は実働部隊とはならなかった。その代りに彼はオランダの西部戦線でクルト・シュトゥデント上級大将が務めていた第1降下猟兵軍の最高司令官の地位を引き継いだ。第1降下猟兵軍はカナダ第1軍（Canadian First Army）に対抗してライヒスヴァルト（Reichswald）を防衛することを任された。シュレムの兵員達は寄せ集めではあったが戦力不足の歩兵部隊を効果的に集めており、彼らは「西の壁（ジークフリート線）」に塹壕を掘り巡らした。シュレムは、次の連合国軍の攻勢はもっと南で起こるであろうという現状分析には懐疑的であり、部下達に鉄壁の守りを構築させた。
カナダ第1軍とウィリアム・シンプソンズ（William H Simpson）少将のアメリカ第9軍（ U.S. Ninth Army）はヴェーゼル（Wesel）対岸、ライン川の西堤の小さな橋頭堡にシュレムの部隊を追い込んだ。1945年3月10日に第1降下猟兵軍の後衛部隊は背後の橋を破壊し橋頭堡から撤退した。シュレムは必然的に渡河して来る連合国軍と対峙する覚悟を決めた。11日後にシュレムはハルテルン（Haltern）で戦闘指揮所が敵機の対地攻撃を受けたときに負傷し、第1降下猟兵軍の指揮をギュンター・ブルーメントリット（歩兵）大将に渡した。

## 戦後
大戦末期にシュレムは英軍の捕虜になり、1947年10月にハンブルクに送還された。
アルフレート・シュレムは1986年1月24日にハノーファー近郊のアルテン（Ahlten）で死去した。